# Jean Cocteau
Jean Cocteau (født 5. juli 1889, død 11. oktober 1963) var en fransk digter, forfatter, kunstmaler og filminstruktør.

## Liv og død
Jean Maurice Eugène Clément Cocteau blev født i Maisons-Laffitte nær Paris. Hans far, Georges Cocteau, var sagfører og amatørmaler; han begik selvmord, da Jean var ni.
Cocteau fastholdt altid, at han først og fremmest var digter. Hans første digtsamling – La Lampe d'Aladin – udkom, da han var 19. I 1916 opfordrede Sergei Diaghilev ham til at skrive et scenarium for en ballet: Parade blev produceret af Diaghilev, komponeret af Erik Satie med scenografi og kostumer af Picasso og skabte skandale ved premieren.
I 1930'erne havde han en kærlighedsaffære med modellen og skuespilleren Natalie Paley, som var kusine til Nikolaj 2. af Rusland, og blev narkoman (opium).
Jean Cocteau var en nær ven af Edith Piaf, og de skrev sammen. Rygtet vil vide, at Cocteau tog sit eget liv, da han fik besked om hendes død den 11. oktober 1963.
Cocteau blev medlem af l'Académie française i 1955.

## Helvedesmaskinen
La Machine infernale (= helvedesmaskinen) var Cocteaus betegnelse på gudernes leg med mennesket. Han illustrerede dette ved en gendigtning af den græske myte om Ødipus, kongesønnen, som  i god tro dræber sin far og gifter sig med sin egen mor; for senere, da han får kendskab til sine forældres identitet, at stikke sine øjne ud, frasige sig kongeværdigheden i Theben og give sig ud på hvileløs vandring. Som vejviser har han sin datter og halvsøster Antigone. Med udgangspunkt i Sofokles' tragedie var historien om kong Ødipus' ulykke for Cocteau selve kroneksemplet på menneskets magtesløshed overfor guderne. Han arbejdede med stoffet fra 1925 til 1934, før hans endelige version blev opført i Paris i 1934. Han havde udarbejdet flere versioner, deriblandt librettoen til Stravinskijs opera Oedipus Rex, første gang opført på Sarah Bernhardt-teatret i Paris 30. marts 1927. Freuds teori om ødipuskomplekset kastede nyt lys over den ældgamle myte; og selv om teorien er fagligt omstridt, har Sofokles' tragedie, ligesom Shakespeares Hamlet og Ibsens Rosmersholm formidlet dyb forståelse af menneskesindets irgange. Det var disse irgange, Cocteau kaldte "helvedesmaskinen". 
Sammen med Picasso og Coco Chanel  lavede Cocteau også en egen version af Sofokles' Antigone, opført i december 1922. Inspireret af græsk antik tragedie havde han også udgivet digtsamlingen Sofokles' dans, og en samling tegninger, kaldt Ødipuskomplekset. Han præsenterede stoffet med glimt i øjet, hvad der af nogen blev udlagt som respektløshed. Blandt andet spørger en af personerne i Helvedesmaskinen, hvad en romersk gud har at bestille i en græsk tragedie; en metakommentar på linje med Ibsens Peer Gynt med replikken: "Man dør ej midt i femte akt!"

## Udvalgte værker

### Digtsamlinger
- La Lampe d'Aladin (1909).

### Romaner
- Les Enfants terribles (1929).

### Skuespil
- Antigone (1922).
- La Voix humaine (1932; senere en opera af Francis Poulenc).
- La Machine infernale (1934).
- Œdipe-roi (1937).
- Les Parents terribles (1938).
- Le Bel Indifférent (1940; skrevet særligt for hans veninde Édith Piaf).

### Film
- Le Sang d'un poète (1930).
- Skønheden og udyret (1946).
- Orphée (1950).
- Le Testament d'Orphée (1960).

## Andet
I det gamle citadel på strandbredden i Menton er der indrettet et museum for Jean Cocteau.